# 初等數論
初等數論意指使用不超過高中程度的初等代數處理的數論問題，最主要的工具包括整數的整除性與同餘。重要的結論包括中國餘數定理、費馬小定理、二次互反律等等。

## 初等數論的主題
- 素數
  - 伪素数
  - 费马素数
  - 梅森素数
  - 孪生素数
  - 三胞胎素数
  - 四胞胎素数
  - x²+1素数
  - 六素数
  - 表兄弟素数
- 素数判定法则
- 因數
  - 整除性的問題
  - 最大公因數
  - 輾轉相除法
  - 質因數分解
- 素数公式
- 埃拉托斯特尼筛法
- 有趣的数
  - 完全数
    - 多重完全數

  - 自守数
  - 金兰数（Amicable Triple）
  - 亲和数
  - 拟形数
  - 纯元数
  - 回文数
  - 卡普列加数
- 连分数
  - 配尔方程
- 幻方
- 原根
- 同餘
  - 二次剩余
  - 不定方程
- 倒數的性質
- 数论函数
  - 欧拉函数
  - 取整函数
- 經典的定理
  - 欧拉定理
  - 費馬小定理
  - 费马大定理
  - 中國剩餘定理
  - 威尔逊定理
  - 素数定理
  - 二次互反律
  - 四平方和定理
  - 算术基本定理
  - 整數數列
    - 階乘
    - 法来数列
    - 斐波那契数列

  - 看起來很簡單的猜想、定理
    - 哥德巴赫猜想
    - 卡塔蘭猜想
    - 角谷猜想
    - 歐德斯-史特勞斯猜想
    - 孪生素数猜想